# Hormisda (dabir)
Hormisda (em persa médio: Hormezd; em grego: Ωρμίζδας; romaniz.: Ormízdas) foi um oficial sassânida do século III, ativo durante o reinado do xá Sapor I (r. 240–270).

## Nome
O teônimo Hormisda é a versão latina do persa médio Hormisde (𐭠𐭥𐭧𐭥𐭬𐭦𐭣; Hormizd), Ormasde (Ōhrmazd), Hormosde / Ormosde ((H)ormozd), Ormusde (Ormozd) ou Oramasde (Ohramazd), o nome da divindade suprema no zoroastrismo, cujo nome avéstico era Aúra-Masda (Ahura-Mazdāh). Foi registrao em persa antigo como Auramasda (Auramazdā), em grego como Hormisdas (Ορμίσδας, Ormísdas), Hormisdes (Ορμίσδης, Ormísdēs), Horomazes (Ωρομάζης, Oromázēs) e Hormisdates (Ορμισδάτης, Ormisdátēs), em árabe era Hormuz (هرمز), em armênio como Oramasde (Օրամազդ; Oramazd) e Ormisde (Որմիզդ, Ormizd) e em georgiano era Urmisde (ურმიზდი, Urmizd).

## Vida
Pouco se sabe sobre a vida e carreira de Hormisda, pois é conhecido apenas a partir da inscrição trilíngue Feitos do Divino Sapor. Segundo ela, era filho de Silaces e serviu como dabir (escriba) na corte. A inscrição indica que foi ele quem escreveu o texto em nome do rei.